# Kōji Tanaka
Kōji Tanaka (jap. 田中 孝司 Tanaka Kōji; ur. 2 listopada 1955) – były japoński piłkarz, reprezentant kraju.

## Kariera klubowa
Od 1978 do 1989 roku występował w klubie NKK.

## Kariera reprezentacyjna
W reprezentacji Japonii Kōji Tanaka zadebiutował 15 lipca 1982 roku. W reprezentacji Japonii Kōji Tanaka występował w latach 1982-1984. W sumie w reprezentacji wystąpił w 20 spotkaniach.

## Statystyki
| Reprezentacja Japonii | Reprezentacja Japonii | Reprezentacja Japonii |
| Rok                   | Mecze                 | Gole                  |
| --------------------- | --------------------- | --------------------- |
| 1982                  | 6                     | 0                     |
| 1983                  | 8                     | 3                     |
| 1984                  | 6                     | 0                     |
| Razem                 | 20                    | 3                     |